# Milionia butleri
Milionia butleri là một loài bướm đêm trong họ Geometridae.